# Foxholm
Foxholm est une census-designated place située dans le comté de Ward, dans le Dakota du Nord, aux États-Unis. Sa population s’élevait à 75 habitants lors du recensement de 2010. Foxholm n'est pas incorporée.

## Démographie
| 2000 | 2010 | - | - | - | - |
| ---- | ---- | - | - | - | - |
| 35   | 75   | - | - | - | - |

## Source
- (en) Cet article est partiellement ou en totalité issu de l’article de Wikipédia en anglais intitulé « Foxholm, North Dakota » (voir la liste des auteurs).

1. ↑  (en) « U.S. Census website », Bureau du recensement des États-Unis (consulté le 14 mai 2011)
2. ↑  (en) « Statistiques des États-Unis - Dakota du nord - Profils des comtés de 2010 » (consulté en juin 2021)